# Atracúrio
Atracúrio ou besilato de atracúrio é um fármaco utilizado pela medicina como bloqueador neuromuscular. Em cirurgias utiliza-se como complemento de anestesia e facilitador da intubação endotraqueal, pois promove o ralaxamento muscular durante actos cirúrgicos ou ventilação mecânica. Foi sintetizado pela primeira vez por George H. Dewar, em 1974.

## Propriedades
Sendo um agente curarizante, muito parecido com o fármaco mivacúrio, sua ação envolve a ligação neuromuscular o que proporciona o relaxamento muscular esquelético.A molécula de Besilato de atracúrio é uma molécula complexa contendo quatro locais em que diferentes configurações estéreoquímicas podem ocorrer, embora a simetria da molécula resulte em apenas dez possíveis isómeros. A produção do besilato de atracúrio resulta nos isómeros a serem produzidos em diferentes quantidades individualmente  embora de maneira consistentemente igual como um todo.O bloqueio é devido à competição não-polarizante, sendo completo, por 1 até 2 minutos. O fármaco flui com rapidez entre os tecidos do corpo, porém, não atinge o sistema nervoso central. Sua ação dura aproximadamente de 15 a 35 minutos.. A duração do bloqueio neuromuscular é aproximadamente um terço a metade da duração do bloqueio da d-tubocurarina, metacurina ou do pancurónio em doses equipotentes iniciais. Como os restantes relaxantes musculares não- despolarizantes o tempo de início de actuação diminui e a duração de efeito aumenta com doses maiores de besilato de atracúrio.
É o primeiro relaxante muscular não-despolarizante desenhado para ser sujeito a quimiodegradação "in vivo".

## Superdosagem
A superdose é tratada com anticolinesterásicos, tais como neostigmina e edrofônio, acompanhados de respiração artificial. Bloqueios graves e prolongados podem ser revertidos com estes fármacos, pois eles neutralizam o efeito curare.

## Reações adversas[2]
- Tontura
- Bradicardia
- Hipotensão
- Taquicardia
- Flebite
- Broncoespasmo
- Enrubescimento
- Hipoxemia

## Indicações
O besilato de atracúrio é indicado, como adjuvante de uma anestesia geral, para facilitar a intubção endotraqueal e para providenciar relaxamento muscular esquelético quer em cirurgia quer para ventilação mecânica.

## Contra-indicações
O besilato de atracúrio é contra-indicado em pacientes com hipersensibilidade conhecida ao fármaco.

## Precauções
O atracúrio deve ser usado sómente por médicos com experiência no manejo da via aérea e suporte ventilatório. Equipamento e pessoal adequado devem estar disponíveis para intubação endotraqueal e suporte ventilatório, incluindo a administração de oxigénio com pressões positivas. A monitorização da ventilação deve estar assegurada assim como agentes reversores anticolinesterásicos devem estar imediatamente disponíveis.
O besilato de atracúrio não pode ser administrado por via intramuscular.O atracúrio não tem efeitos conhecidos na consciência, no limiar da dor, na função cerebral- deve ser utilizado sómente com uma anestesia adequada.
O injectável do besilato de atracúrio, com o seu pH ácido, não deve ser misturado com soluções alcalina(e.g., soluções de barbitúricos) na mesma seringa ou em administrações em simultâneo através do mesmo catéter. Dependendo do pH final dessas misturas, o atracúrio pode ser inactivado e um ácido livre precipitar.

## Interações
As principais interações medicamentosas ocorrem com agentes despolarizantes (suxametônio), antibióticos (aminoglicosídeos, colistina e polipeptídicos) e anestésicos por inalação (halotano).